# Bootzheim
Bootzheim je občina v departmaju Bas-Rhin francoske regije Alzacija.
Leta 2009 je v občini živelo 620 oseb oz. 105 oseb/km².